# Kỳ Đài
Kỳ Đài (giản thể: 奇台县; phồn thể: 奇台縣; bính âm: Qítái Xiàn; Uyghur: گۇچۇڭ ناھىيىسى‎, ULY: Guchung Nahiyisi, UPNY: Guqung Nah̡iyisi?), cũng được gọi là Cổ Thành (古城),là một huyện của Châu tự trị dân tộc Hồi Xương Cát, khu tự trị Tân Cương, Trung Quốc. Kỳ Đài nằm trên một trong những lộ trình chính của Con đường tơ lụa xưa kia.

### Trấn
| - Kỳ Đài (奇台镇) - Lão Kỳ Đài (老奇台镇) - Bán Tiệt Câu (半截沟镇) | - Cát Bố Khố (吉布库镇) - Đông Loan (东湾镇) - Tây Địa (西地镇) |

### Hương
| - Bích Lưu Hà (碧流河乡) - Tây Bắc Loan (西北湾乡) - Khảm Nhĩ Tư (坎尔孜乡) | - Cổ Thành (古城乡) - Thất Hộ (七户乡) - Tam Cá Trang Tử (三个庄子乡) |

### Hương dân tộc
- Hương dân tộc Kazakh- Ngũ Mã Trường (五马场哈萨克族乡)
- Hương dân tộc Kazakh - Kiều Nhân (乔仁哈萨克族乡)
- Hương dân tộc Tatar - Đại Tuyền (大泉塔塔尔族乡)